# Nagy Dávid (politikus)
Nagy Dávid (Budapest, 1997. február 9. –) magyar politikus, a Magyar Kétfarkú Kutya Párt pártigazgatója, újpesti képviselője.

## Életrajz
A Homoktövis Általános Iskolába járt, ezt követően ösztöndíjjal az Alternatív Közgazdasági Gimnázium tanulója 2012–2017 között. Felsőfokú tanulmányait a Budapesti Corvinus Egyetem gazdálkodási és menedzsment szakán kezdte meg. Egyetemi évei alatt több vállalkozásba is belefogott, 2019-ben a Minner Befektetőkereső-showjának döntőjébe jutott. Emellett sérült gyermekeknek tartott úszásoktatást.
2019 és 2021 között Déri Tibor polgármestersége alatt Budapest IV. kerületének önkormányzatában a polgármesteri kabinet tagja.
2017-től a Magyar Kétfarkú Kutya Párt aktivistája, 2020-tól újpesti szervezője, 2021-től pedig pártigazgatója.
A 2022-es országgyűlési választáson egyéni képviselőjelölt volt Vas megye 1. számú választókörzetben, ahol 3,07% szavazatot ért el. 2023-ban a HVG.hu írása alapján felmerült, hogy a Demokratikus Koalícióban folytatja a politizálást, de később kiderült, hogy ezt nem komolyan gondolta. Később újpesti ügyekben írt cikkeivel, helyi csapatának segítségével városfelújító akcióival,rasszista felirat rongálásával és padok megrongálásának fenyegetésével hívta fel magára a figyelmet Újpesten. A párt állítása szerint utóbbi miatt lejárató kampányt indított ellene a helyi DK.
2023-ban a Magyar Kétfarkú Kutya Párt bejelentette, Nagy Dávid elindul a IV. kerületi polgármesteri címért a 2024. évi önkormányzati választásokon. A kampány középpontjába az átláthatóság, a kifizetőhelyek csökkentése, a köztisztaság, valamint a Nagy szerint a várost Fideszes módszerekkel vezető Demokratikus Koalíció kritikája állt.
A 2024-es magyarországi önkormányzati választásokon a Magyar Kétfarkú Kutya Párt színeiben 11,74%-os eredményt ért el a polgármester választáson Budapest IV. kerületében. A párt egyéni jelöltjeinek átlagosan 17%-os eredményével 2 képviselő jutott be Újpest képviselő-testületébe: Nagy Dávid és Bauer Béla.
2024-től a Magyar Kétfarkú Kutya Párt fővárosi kabinetvezetője.

## Magánélete
Feleségével három gyermeket nevelnek, legnagyobb fiúk középsúlyos autizmus spektrum-zavarral él.